# بامبی ۲
بامبی ۲ (انگلیسی: Bambi II) انیمیشنی به کارگردانی برایان پیمنتل است که در سال ۲۰۰۶ منتشر شد. از بازیگران آن می‌توان به الکساندر گلد، پاتریک استوارت، آندریا بوون، کری سامر و آریل وینتر اشاره کرد.